# Oligonychus viranoplos
Oligonychus viranoplos är en spindeldjursart som beskrevs av Flechtmann 1993. Oligonychus viranoplos ingår i släktet Oligonychus och familjen Tetranychidae. Inga underarter finns listade i Catalogue of Life.